# Mario Cimarro
Mario Antonio Cimarro Paz (Havana, 1 de junho de 1971), é um ator cubano radicado mexicano.

## Biografia
Em 1994, Mario reuniu todos seus investimentos, e decidiu emigrar para o México para cumprir seu sonho de se tornar um ator. Estudou atuação e arte dramática, e se integrou a Televisa atuando em telenovelas como Gente Bien, sendo um dos atores principais da trama, atuando com Patricia Manterola em La Usurpadora, uma novela conhecida a nível internacional onde Mario interpretou o personagem de Luciano Alcántara, o amante de Paola Bracho interpretada por Gabriela Spanic.
Em 1998 protagonizou, em Miami, a novela La mujer de mi vida, ao lado da atriz hispano-venezuelana Natalia Streignard. Os dois apaixonaram-se e se casaram em 1999, a relação durou até o ano de 2006.
Uns meses depois, o casal se mudou de novo para o México, onde Mario atuou na telenovela La casa en la playa. Em 2000 Mario viajou para Argentina para protagonizar, ao lado de Diego Ramos, a telenovela Amor Latino. Neste tempo começaram a circular rumores sobre uma possível separação de Mario e da sua esposa Natalia Streignard, mas os dos anunciaram que seguiam juntos. Em 2001 Mario atuou na telenovela Más que amor, que foi um êxito na Venezuela.
Em 2006 se divorciou de sua esposa mas a três dias após seu divorcio os encontraram juntos dançando em uma discoteca de Miami. No ano de 2002 Mario voltou a Miami para protagonizar Gata salvaje, uma telenovela que lhe deu  êxito internacional, onde interpretou Luis Mario Arismendi, um jovem milionário que depois de haver perdido a sua mulher se apaixona por Rosaura personagem de Marlene Favela uma jovem pobre e rebelde.
Um ano depois se integrou a Telemundo, e viajou a Colômbia para protagonizar outro grande êxito, Pasión de gavilanes. Nesta telenovela Mario era Juan Reyes, um homem forte e lutador que se apaixonou pela bela Norma Elizondo, interpretada por Danna García que pertence a família que Juan acredita ser culpada pela morte de sua irmã.
Na telenovela El cuerpo del deseo interpretou dois personagens: Pedro José Donoso, um homem velho e rico que, depois de morrer, reencarna no corpo de um jovem camponês chamado Salvador Cerinza.
Na sua última telenovela, "La Traición" uma telenovela romântica, Mario voltou a interpretar dois personagens, Hugo de Medina e Alcides de Medina, 2 irmãos gêmeos que lutam pelo amor de Soledad de Obregón interpretada por Danna García, atriz com quem contracenou anteriormente.
Após 10 anos, Mario regressa às telenovelas mexicanas para ser o protagonista de Mar de Amor, do qual tem o amor disputado pelas personagens interpretadas pela protagonista Zuria Vega, e a antagonista Ninel Conde. Durante as gravações, segundo a imprensa mexicana, Mario esteve envolvido em diversas desavenças com integrantes do elenco principalmente Ninel, com o diretor de cenas, e também porque chegava atrasado às gravações. Mario rompe o silêncio alegando ser um bom profissional e que está no México para atuar e não para fazer amigos.
Após tantos especulações sobre os desentendimentos de Mario com o elenco de Mar de Amor, e de atrasos para gravar, a produtora Nathalie Lartilleux informou que o demitiu antes de gravar as 40 cenas que faltavam para finalizar a telenovela.
Em 2010 Mario iniciou-se as gravações da novela Los herederos del Monte pela rede Telemundo. Nesta novela Mario trabalha pela segunda vez junto com Marlene Favela, os dois foram protagonista da novela Gata salvaje. A novela teve sua estreia mundial no dia 10 de janeiro de 2011.

## Telenovelas
- Vuelve temprano (2016) - Antonio
- Prohibir matar la violencia (2015) - Victor
- Los herederos del Monte (2011) - Juan del Monte
- Mar de Amor (2009) - Víctor Manuel Galíndez
- La traición (2008) - Hugo de Medina / Alcides de Medina
- El cuerpo del deseo (2005) - Salvador Cerinza / Pedro José Donoso
- Pasión de gavilanes (2003) - Juan Reyes
- Gata salvaje (2002) - Luis Mario Arismendi
- Más que amor, frenesí (2001) - Santiago Guerrero
- Amor Latino (2000) - Ignacio "Nacho" Domeq
- La casa en la playa  (1999) - Roberto Villarreal
- La mujer de mi vida (1998) - Antonio Adolfo Thompson Reyes
- La Usurpadora (1998) - Luciano Alcántara
- Gente Bien (1997) - Gerardo Félipe
- Sentimientos ajenos  (1996) - Ramiro
- Acapulco, cuerpo y alma (1995) - Cameo

## Filmografia
- Puras Joyitas (2007)
- Rockaway (2007)
- The Cuban Connection (1996) - Pablo
- Managua (1995)
- Romeo+Juliet (1996) - Capulet Bouncer

## Discografia
- Tu deseo (2008)

## Programas
- Contactos (1993)

## Teatro
- María Antonia (1992)
- La importancia de llamarse Ernesto (1997)
- Amor salvaje (2002)